# Kathleen de la Peña McCook
Kathleen de la Peña McCook est une bibliothécaire, une chercheuse en sciences de l'information et une militante vivant aux États-Unis et née dans les années 1940. La plupart de ces travaux touchent aux domaines des droits de l'homme, de la justice sociale, de la liberté d'accès à l'information et sur la question du Premier amendement.
Madame McCook enseigne à temps plein depuis 1978. Elle a travaillé pour la Dominican University (Illinois) (en), pour l'université de l’Illinois à Urbana-Champaign (campus principal de l'université du même nom), pour l'université d'État de Louisiane. Elle fut également bibliothécaire de référence au College Elmhurst. Elle travaille maintenant pour l'université du Sud de la Floride où elle a le titre de professeur émérite, titre qu'elle a reçu en 2001.

## Biographie

### Études
Madame McCook commença ses études à l'Université de l'Illinois à Chicago où elle compléta un baccalauréat en anglais. Elle alla ensuite faire une maîtrise dans le même domaine à l'Université Marquette puis, elle fit une seconde maîtrise à l'University of Chicago Graduate Library School en sciences de l'information et des bibliothèques cette fois. Elle continua ensuite ses études à l'Université du Wisconsin-Madison où elle fait partie de la liste des «anciens élèves exceptionnels» et y obtint son doctorat en 1980,.
Elle a de nombreuses spécialisations touchant notamment le domaine des bibliothèques publiques : 
- Les droits de l'homme[6] ;
- La justice sociale ;
- La création de communautés[7];
- La pauvreté ;
- La littératie chez les adultes ;
- L'éducation permanente ;
- Les théories de la lecture ;
- Les institutions d'héritage culturel ;
- Les bibliothèques publiques[8] ;
- Wikipédia et la gestion des connaissances[9].

### Carrière

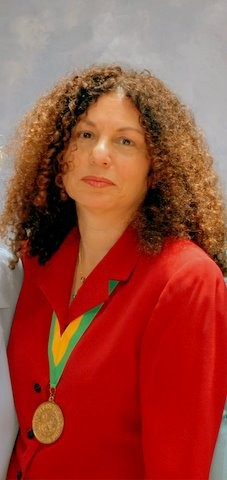
Kathleen de la Peña McCook en 2008

Kathleen de la Peña McCook a commencé sa carrière dans les écoles publiques du district de Chicago où elle était aide-enseignante pour le département d'anglais de la Marquette University où elle enseignait aux communautés latino-américaines des écoles publiques de Chicago. Elle a ensuite enseigné les mathématiques pour la St Martin School avant de devenir bibliothécaire de référence pour la bibliothèque de l'Elmhurst College. Par la suite, elle a été directrice des services publics à la bibliothèque Rebecca Crown, bibliothèque de la Dominican University.
Depuis, elle est devenue membre de la faculté et administratrice à l'université de l'Illinois, la Dominican University, à l'université d'État de la Louisiane pendant une dizaine d'années et à l'université du Sud de la Floride. Elle y a d’ailleurs été directrice de l'école des sciences de l'information de 1993 à 2000 où elle a été déclarée professeur émérite en 2001.
En 2003, elle travaille pour le réseau des bibliothèques publiques de Chicago où elle donna une série de conférences sur le rôle des bibliothèques publiques dans la construction des communautés particulièrement dans le cas de la communauté hispanique.
De 2009 à 2012, elle a contribué au programme “Librarians Build Communities” (littéralement: les bibliothécaires bâtissent des communautés) pour la Valdosta State University.
Selon une étude de la revue scientifique Library Quaterly de 1996, Kathleen de la Peña McCook était parmi les 20 chercheurs américains les plus cités du domaine. Son livre Introduction to Public Librarianship, est d’ailleurs très souvent utilisé dans les cours de bibliothéconomie aux États-Unis.

### Organisations
Kathleen McCook a longtemps été active dans de nombreuses organisations touchant au domaine de la bibliothéconomie. Elle a, entre autres, longtemps été impliquée dans le comité de l'American Library Association (ALA) sur le statut de la femme dans le milieu des bibliothèques.
Elle est membre à vie du REFORMA, une association visant à promouvoir les services des bibliothèques et des services d'informations aux personnes de la communauté latino-américaine, communauté dont elle est en partie issue. Elle a d’ailleurs été membre du comité d’administration de cette organisation entre 1997 et 1998.
Kathleen McCook a également été présidente de l'Association for Library and Information Science Education de 1987 à 1988.
Elle est membre du comité éditorial et du comité de coordination pour le journal Progressive Librarian. De plus, elle est membre de l'United Faculty of Florida, AFT local 7463.

## Principaux prix et distinctions
- 2016 L'Elizabeth Martinez Lifetime Achievement Award remis par le REFORMA[19]
- 2014 L'une des Women of Library History Honoree, dans le cadre du mois de l'histoire des femmes[20]
- 2007 Le Lifetime Achievement Award remis par la Florida Library Association[21]
- 2004  l'Achievement in Diversity Research remis par le bureau de la diversité de l'ALA[22],[23]
- 2003 Le Beta Phi Mu Award pour son travail en tant que professeure dans le domaine de la bibliothéconomie et des sciences de l'information[24]
- 2002 Le Trejo Latino Librarian of the Year Award remis par le REFORM[17]
- 1998 L'Elizabeth Futas Catalyst for Change Award remis par L'ALA[25]
- 1997 Élue à la présidence de l'Association of Library and Information Science Education[23]
- 1991 Le Margaret E. Monroe Adult Services Award remis par l'ALA[26]
- 1987 l'Equality Award remis par l'ALA[27]

## Travaux

### Conférences et présentation
- 2011 Intervention lors du 40e anniversaire du REFORMA
- 2010 Elle a présenté la Jean E. Coleman Library Outreach Lecture lors de la conférence annuelle de l'ALA[28].
- 2003 Elle a présenté la Laura McCusker Memorial Lecture sur le thème des bibliothèques et de la sphère publique[28].

### Ouvrages
- (en) Kathleen de La Peña McCook, Jenny S. Bossaller et Felton Thomas, Jr., Introduction to Public Librarianship, Chicago, ALA Neal-Schuman, 2018, 3rd éd., 432 p. (ISBN 978-0-8389-1506-6, lire en ligne)
- Kathleen de la Peña McCook, Introduction to Public Librarianship, New York, NY, Neal-Schuman Publishers, 2011, 2nd éd., 523 p. (ISBN 978-1-55570-697-5 et 1-55570-697-5)
- Kathleen de la Peña McCook, A Place at the Table : Participating in Community Building, Chicago, American Library Association, 2000, 118 p. (ISBN 0-8389-0788-1, lire en ligne)
- (en) Barbara Immroth et Kathleen de la Peña McCook, Library Services to Youth of Hispanic Heritage, Jefferson, NC, McFarland, 2000, 197 p. (ISBN 0-7864-0790-5, lire en ligne)
- Kathleen de la Peña McCook, Women of Color in Librarianship : An Oral History, Chicago, American Library Association, 1998 (ISBN 0-8389-7993-9)

### Articles
- Kathleen de la Peña McCook, « Community Anchors for Lifelong Learning: Public Libraries », Rowman & Littlefield,‎ 2015, p. 70-81
- (en) Kathleen de la Peña McCook, « Librarians as Wikipedians: From Library History to “Librarianship and Human Rights” », Progressive Librarian, Progressive Librarians Guild (d), no 42,‎ 2014, p. 61-81 (ISSN 1052-5726, lire en ligne).
- Kathleen de la Peña McCook, « Collective Bargaining is a Human Right: Union Review for 2011 », Progressive Librarian, nos 38/39,‎ printemps 2012, p. 69-90 (lire en ligne)
- Kathleen McCook, « Librarians as Advocates for the Human Rights of Immigrants », Progressive Librarian, no 29,‎ 1er juillet 2007, p. 51–54 (lire en ligne)
- (en) Kathleen de la Peña McCook et Katharine J. Phenix, « Public Libraries and Human Rights », Public Library Quarterly, Haworth Press (d) et Taylor & Francis, vol. 25, nos 1-2,‎ 11 juillet 2006, p. 57-73 (ISSN 0161-6846 et 1541-1540, DOI 10.1300/J118V25N01_05).
- Kathleen de la Peña McCook, « Public Libraries and People in Jail », Reference & User Services Quarterly, vol. 44, no 1,‎ fall 2004, p. 26–30
- Kathleen de la Peña McCook, « Rocks in the Whirlpool », School of Information Faculty Publications, vol. Paper 117,‎ 2002 (lire en ligne)
- « Ethnic Diversity in Library and Information Science [Special Issue] », Library Trends, vol. 49, no 1,‎ 2000 (lire en ligne)
- (en) Alma Dawson et Kathleen de la Peña McCook, « Trends Affecting the Roles of Reference Librarians », The Reference Librarian, Haworth Press (d) et Taylor & Francis, vol. 25, no 54,‎ 25 juillet 1996, p. 53-73 (ISSN 0276-3877 et 1541-1117, DOI 10.1300/J120V25N54_07).
- (en) Kathleen de la Peña McCook et Tosca O. Gonsalves, « Diversity: Ten Issues to Consider », The Bottom Line, Emerald Group Publishing (d), vol. 6, nos 3/4,‎ mars 1993, p. 43-48 (ISSN 0888-045X et 2054-1724, DOI 10.1108/EB025386).
- (en) Kathleen de la Peña McCook, « Considerations of Theoretical Bases for Readers' Advisory Services », Collection Building, Emerald Group Publishing (d), vol. 12, nos 3/4,‎ février 1993, p. 7-12 (ISSN 0160-4953 et 2054-5592, DOI 10.1108/EB023336).

## Sources
- (en) Cet article est partiellement ou en totalité issu de l’article de Wikipédia en anglais intitulé « Kathleen de la Peña McCook » (voir la liste des auteurs).